# Faucon-du-Caire
Faucon-du-Caire település Franciaországban, Alpes-de-Haute-Provence megyében. Lakosainak száma 62 fő (2022. január 1.). Faucon-du-Caire Bayons, Le Caire, Curbans, Gigors, Turriers és Venterol községekkel határos.

## Népesség
A település népességének változása:
| Lakosok száma | 38   | 35   | 49   | 49   | 56   | 51   | 53   | 59   | 59   | 62   |
|               | 1968 | 1982 | 1990 | 2006 | 2013 | 2015 | 2017 | 2019 | 2020 | 2022 |